# Pascal Brissette
Pascal Brissette est un professeur et chercheur québécois, spécialisé en études littéraires. Il travaille principalement sur la littérature française du XIXe siècle, la littérature québécoise, les imaginaires littéraires de la malédiction et les événements de poésie. Son approche relève de la sociocritique.

## Biographie
Né en 1971, il fait ses études de premier et de deuxième cycle à l’Université de Montréal. En 1997, sous la direction de Pierre Popovic, il y dépose un mémoire de maîtrise intitulé « L'opéra Nelligan de Michel Tremblay : contribution à l'étude du mythe de Nelligan ». Ce mémoire mène à son premier livre, Nelligan dans tous ses états. Un mythe national, qui paraît en 1998.
En 2003, il soutient sa thèse de doctorat, dirigée par Marc Angenot, à l’Université McGill sous le titre « La malédiction littéraire : constitution et transformation d'un mythe ». Il en tire, en 2005, l’ouvrage La Malédiction littéraire. Du poète crotté au génie malheureux.
Engagé comme professeur au Département de langue et littérature françaises de l’Université McGill en 2006, il en est le directeur. Il est aussi directeur du Centre de recherches interdisciplinaires en études montréalaises (CRIEM) et membre du Groupe de recherche sur les médiations littéraires et les institutions (GREMLIN). Depuis juin 2017, il préside le comité scientifique de l'Association internationale des études québécoises (AIEQ). Il est également éditeur aux Éditions Leméac.
Pour Louis Cornellier, dans le quotidien Le Devoir, le premier livre de Pascal Brissette est une réussite : « Fort bien mené, intelligent, nuancé, ce Nelligan dans tous ses états est un essai éclairant qui parcourt un siècle d’imaginaire collectif en utilisant le détour littéraire comme socle de sa réflexion. » La critique de Nicole Côté est également élogieuse : « Examinant nombre de théories sur le mythe, la réception, le fonctionnement de l’appareil de légitimation littéraire, la société québécoise, Pascal Brissette montre avec brio comment s’est créé et entretenu le mythe Nelligan. »
Selon Myriam Bendhif-Syllas, La Malédiction littéraire. Du poète crotté au génie malheureux est un « passionnant essai [qui] se lit véritablement comme une enquête sur les coulisses de la littérature. S’y dévoilent souvent avec humour, toujours avec rigueur, les stratégies des écrivains qu’ils soient désireux d’une pension, de gloire ou de reconnaissance, qu’ils soient inconnus ou célèbres, mineurs ou de génie. » « Ce livre contient donc quelques thèses fortes. Il est également riche d’enseignements sur les plans méthodologique et théorique. Il propose ainsi une méthode de lecture du malheur littéraire », écrit David Vrydaghs dans la revue @nalyses. Jean-Luc Steinmetz, enfin, dans la Revue d’histoire littéraire de la France, va dans le même sens : « Lire Pascal Brissette engage à faire toutes ces réflexions. Son excellent livre rénove la vision que l’on avait d’écrivains subissant leur vie plutôt que tentés d’en manipuler les aléas. »

## Publications

### Livres

#### Études
- Nelligan dans tous ses états. Un mythe national, Montréal, Fides, coll. « Nouvelles études québécoises », 1998, 223 p.  (ISBN 2-7621-2032-2)
- La Malédiction littéraire. Du poète crotté au génie malheureux, Montréal, Presses de l’Université de Montréal, coll. « Socius », 2005, 410 p. Ill.  (ISBN 2-7606-1978-8)

#### Ouvrages collectifs
- Sociocritique et analyse du discours. Actes des colloques « Jeunes chercheurs en sociocritique et en analyse du discours » et « Les mots et les crimes » (Montréal, 4 et 5 novembre 1999), Montréal, Université McGill, Chaire James McGill de langue et littérature françaises, coll. « Discours social / Social Discourse », nouvelle série / New Series, no 3, 2001, 148 p. Avec Paul Choinière.  (ISBN 0-7717-0566-2)
- Écritures hors-foyer. Actes du Ve Colloque des jeunes chercheurs en sociocritique et en analyse du discours et du colloque « Écritures hors-foyer : comment penser la littérature actuelle ? ». 25 et 26 octobre 2001, Université de Montréal, Montréal, Université McGill, Chaire James McGill de langue et littérature françaises, coll. « Discours social / Social Discourse », nouvelle série / New Series, no 7, 2002, 222 p. Avec Paul Choinière, Guillaume Pinson et Maxime Prévost.
- Imaginaire social et discours économique, Montréal, Université de Montréal, Département d'études françaises, coll. « Paragraphes », no 21, 2003, 146 p. Avec Geneviève Lafrance, Mauricio Segura, Janusz Przychodzen et Paul Choinière.  (ISBN 2-921447-14-2)  (ISSN 0843-5235)
- Qui a lu boira. Les alcools et le monde littéraire, COnTEXTES, no 6, 2009. Avec Geneviève Boucher.  (ISBN 978-2-8218-0538-5)
- Bohème sans frontière, Rennes, Presses universitaires de Rennes, coll. « Interférences », 2010, 310 p. Avec Anthony Glinoer.  (ISBN 978-2-7535-1071-5)  (ISSN 0154-5604)
- Deux siècles de malédiction littéraire, Liège, Presses universitaires de Liège, coll. « Situations », 2014. Avec Marie-Pier Luneau.
- Corruption. Montréal et ses démons, Montréal, Leméac, coll. « Présent », 2016. Avec Mathieu Lapointe.

#### Numéros de revues
- Littératures, no 20, 1999. Dossier « Sociocritique et analyse du discours. Actes du IIe colloque interuniversitaire des jeunes chercheurs en sociocritique et en analyse du discours ». Avec Paul Choinière.
- Les Cahiers du XIXe siècle, no 1, 2006. Dossier « Les imaginaires de l’écriture : personnages et scénarios de la vie littéraire ». Avec Maxime Prévost.
- Voix et images, no 119, hiver 2015. Dossier « Poètes et poésie en voix au Québec (XXe – XXIe siècles) ». Avec Will Straw.

### Articles et chapitres de livres (sélection)

#### Littératurequébécoise
- « Le poète qui récitait des vers par-delà le tombeau », Voix et images, no 108, printemps-été 2011, p. 81-98.
- « Le poète malheureux au Canada : Louis Fréchette, lecteur de l’abbé Pinard », Mémoire du livre / Studies in Book Culture, vol. 3, no 2, 2012.
- « Fête urbaine et poésie en voix : des Soirées de l'École littéraire de Montréal aux Nuits de la poésie », Voix et images, no 119, hiver 2015, p. 23-43.

#### Littérature française
- « Gilbert ou : quand échouer, c’est réussir », dans Jean-Jacques Lefrère, Michel Pierssens et Jean-Didier Wagneur (dir.), Les Ratés de la littérature, Paris, du Lérot, 1999, p. 17-28.
- « Lacenaire poète : une proposition criminelle », dans Pascal Brissette et Paul Choinière (dir.), Sociocritique et analyse du discours. Actes des colloques « Jeunes chercheurs en sociocritique et en analyse du discours » et « Les mots et les crimes » (Montréal, 4 et 5 novembre 1999), Montréal, Université McGill, Chaire James McGill de langue et littérature françaises, coll. « Discours social / Social Discourse », nouvelle série / New Series, no 3, 2001, p. 129-148.  (ISBN 0-7717-0566-2)
- « Le lecteur en procès : analyse rhétorique du modèle judiciaire dans Les Confessions de Rousseau », Orbis Litterarum, vol. 57, no 3, 2002, p. 181-196.  (ISSN 0105-7510)
- « Victus, sed Victor : notes sur les photographies de l’exil », dans Maxime Prévost et Yan Hamel (dir.), Victor Hugo (2003-1802). Images et transfigurations. Actes du colloque « Imago Hugolis » organisé par le Collège de sociocritique de Montréal, Montréal, Fides, 2003, p. 61-76.  (ISBN 2-7621-2499-9)
- « Gilbert et son dernier grabat. Le poète à l’hôpital dans l’imaginaire du XIXe siècle », Les Cahiers du XIXe siècle, no 1, 2006, p. 17-36.  (ISBN 2-89518-225-6)
- « Poète malheureux, poète maudit, malédiction littéraire. Hypothèses de recherche sur les origines d’un mythe », COnTEXTES, 12 mai 2008.
- « Un verre de trop. Consommation alcoolique de Chatterton à Verlaine », COnTEXTES, no 6, 2009.
- « Chanter la bohème avant le mythe de la bohème : remarques sur quelques chansons de Béranger », dans Pascal Brissette et Anthony Glinoer (dir.), Bohème sans frontière, Rennes, Presses universitaires de Rennes, coll. « Interférences », 2010, p. 57-72.  (ISBN 978-2-7535-1071-5)  (ISSN 0154-5604)
- « Un “couple” sous tension : le romancier et le livre dans les romans de la vie littéraire », Mémoires du livre / Studies in Book Culture, vol. 2, no 2, printemps 2011. Avec Michel Lacroix.